# العلاقات البنمية المالية
العلاقات البنمية المالية هي العلاقات الثنائية التي تجمع بين بنما ومالي.

## مقارنة بين البلدين
هذه مقارنة عامة ومرجعية للدولتين:
| وجه المقارنة                                              | بنما                      | مالي            |
| --------------------------------------------------------- | ------------------------- | --------------- |
| المساحة (كم2)                                             | 74.18 ألف                 | 1.24 مليون      |
| عدد السكان (نسمة)                                         | 4.10 مليون                | 18.54 مليون     |
| الكثافة السكانية (ن./كم²)                                 | 55.27                     | 14.95           |
| العاصمة                                                   | بنما                      | باماكو          |
| اللغة الرسمية                                             | اللغة الإسبانية           | لغة فرنسية      |
| العملة                                                    | بالبوا بنمي، دولار أمريكي | فرنك غرب أفريقي |
| الناتج المحلي الإجمالي (بليون دولار)                      | 61.84 مليار               | 15.29 مليار     |
| الناتج المحلي الإجمالي (تعادل القوة الشرائية) بليون دولار | 87.37 مليار               | 35.69 مليار     |
| الناتج المحلي الإجمالي الاسمي للفرد دولار أمريكي          | 13.27 ألف                 | 724             |
| الناتج المحلي الإجمالي للفرد دولار أمريكي                 | 20.89 ألف                 | 1.60 ألف        |
| مؤشر التنمية البشرية                                      | 0.780                     | 0.419           |
| رمز المكالمات الدولي                                      | +507                      | +223            |
| رمز الإنترنت                                              | .pa                       | .ml             |
| المنطقة الزمنية                                           | 00                        | 00              |

## منظمات دولية مشتركة
يشترك البلدان في عضوية مجموعة من المنظمات الدولية، منها:
| علم المنظمة | اسم المنظمة                               | تاريخ انضمام بنما | تاريخ انضمام مالي |
| ----------- | ----------------------------------------- | ----------------- | ----------------- |
|             | مؤسسة التنمية الدولية                     | 1 سبتمبر 1961     | 27 سبتمبر 1963    |
|             | الأمم المتحدة                             | 13 نوفمبر 1945    | 28 سبتمبر 1960    |
|             | منظمة التجارة العالمية                    | ?                 | ?                 |
|             | منظمة الشرطة الجنائية الدولية             | ?                 | ?                 |
|             | المركز الدولي لتسوية المنازعات الاستشارية | 8 مايو 1996       | 2 فبراير 1978     |
|             | الاتحاد الدولي للاتصالات                  | 14 يوليو 1914     | 21 أكتوبر 1960    |
|             | الفريق المعني برصد الأرض                  | ?                 | ?                 |
|             | البنك الدولي للإنشاء والتعمير             | 14 مارس 1946      | 27 سبتمبر 1963    |
|             | الاتحاد البريدي العالمي                   | ?                 | ?                 |
|             | منظمة حظر الأسلحة الكيميائية              | ?                 | ?                 |
|             | مؤسسة التمويل الدولية                     | 20 يوليو 1956     | 9 مايو 1978       |
|             | وكالة ضمان الاستثمار متعدد الأطراف        | 21 فبراير 1997    | 22 أكتوبر 1992    |
|             | يونسكو                                    | 10 يناير 1950     | 7 نوفمبر 1960     |

## وصلات خارجية
- موقع وزارة الخارجية البنمية